# Villa Serra Doria Monticelli
Villa Serra Doria Monticelli è una villa patrizia genovese fatta erigere dalla famiglia Serra tra il XV secolo e il XVII secolo.

## Storia
L'epoca di costruzione dell'edificio è incerta, probabilmente quattrocentesca, mentre potrebbe appartenere ad un'aggiunta successiva la torretta difensiva e il corpo rustico, probabilmente settecentesco.
Nel 1757 la planimetria di Matteo Vinzoni l'attesta come proprietà di Giuseppe Serra, appartenente ad un casato molto florido e che vantava proprietà soprattutto nella vicina Cornigliano.
Sempre del Settecento e documentata dal Vinzoni è l'edificazione dell'edificio aggiunto, probabilmente un rustico poi riconvertito ad area industriale.
La villa passa poi alla famiglia Doria, come testimoniato dall'Alizeri nel 1875, passa poi alla famiglia Monticelli nel XX secolo che la adibisce a mobilificio. Successivamente la parte posteriore venne accorpata con il fabbricato industriale di più tarda edificazione.
La villa è oggi utilizzata come abitazione e suddivisa in appartamenti.

## Architettura
La pianta trapezoidale e piuttosto irregolare della villa, così come la loggia a quattro arcate del piano nobile e le dimensioni ridotte rispetto ad altre costruzioni vicine (Villa Grimaldi (La Fortezza), Villa Imperiale Scassi) la classificano come un edificio eretto tra la fine del Quattrocento e l'inizio del Cinquecento.
L'ingresso è su Via Daste dove la villa appare disadorna e priva di elementi decorativi sulla facciata escluso il marcapiano tra pianterreno e piano nobile e il grande portale rinascimentale di robusto bugnato in pietra di Promontorio, specularmente sul lato opposto si apriva un'altra entrata che immetteva nel giardino, più modesto rispetto a quelli degli altri parchi cinquecenteschi.
La costruzione è dominata dalla loggia posteriore al piano nobile formata da quattro fornici decorati da capitelli ionici e dalla quale si accedeva al salone orientato a nord.
All'interno i vani sono disposti a pettine e orientati a settentrione e a mezzogiorno. Il raccordo tra i piani avviene tramite lo scalone originale e una scala di più recente fattura posta vicino all'androne tra il muro antico e la nuova costruzione.
Le decorazioni a soffitto e gli affreschi, attribuiti ai Calvi, sono oggi molto compromesse, ne sopravvivono alcuni spezzoni nelle volte dell'atrio e in alcune stanze del piano nobile (in particolare alcune scene dell'Orlando furioso al primo piano), mentre sono appena accennate nella loggia.
L'Alizeri menziona una decorazione del salone, posta in cinque riquadri, e raffigurante le Fatiche di Ercole, mentre nella sezione centrale è raffigurato Ercole dinnanzi al concilio degli Dei.
Il giardino, che in origine si estendeva verso il mare fino al convento e alla chiesa di Santa Maria della Cella, seguì il destino di molti altri nella zona, prima ridotto per la costruzione del viadotto della ferrovia Torino-Genova e l'apertura di Via Buranello (intorno alla metà dell'Ottocento) e infine smembrato e lottizzato.